# Jay Carty
Jay J. Carty jr. (4 de julio de 1941-4 de mayo de 2017) fue un jugador de baloncesto estadounidense que disputó una temporada en la NBA. Con 2,01 metros de estatura, lo hacía en la posición de ala-pívot.

## Trayectoria deportiva

### Universidad
Jugó durante su etapa universitaria con los Beavers de la Universidad Estatal de Oregón.

### Profesional
Fue elegido en la cuadragésimo sexta posición del Draft de la NBA de 1962 por St. Louis Hawks, pero dejó a un lado su paso al profesionalismo, y se marchó a UCLA para realizar un doctorado. Durante su estancia en la universidad californiana trabajó como asistente de John Wooden con los Bruins, teniendo como jugadores entre otros a Lew Alcindor, para posteriormente realizar las mismas funciones en su alma mater durante dos años.
En 1968-1969 fichó por Los Angeles Lakers como agente libre, con los que jugó una temporada en la que promedió 2,7 puntos y 2,1 rebotes por partido, llegando a disputar las finales de 1969 en las que cayeron ante Boston Celtics por 4-3.

## Estadísticas de su carrera en la NBA

### Temporada regular
| Temporada | Edad | Equipo             | Liga | P  | TIT | MIN | TC  | TCA | %TC  | 3P | 3PA | %3P | TL  | TLA | %TL  | R.OF. | R.DEF. | REB | ASIS | ROB | TAP | PER | FP  | PTS |
| 1968-69   | 27   | Los Angeles Lakers | NBA  | 28 |     | 6.9 | 1.2 | 3.2 | .382 |    |     |     | 0.3 | 0.4 | .727 |       |        | 2.1 | 0.4  |     |     |     | 1.1 | 2.7 |
| Total     |      |                    | NBA  | 28 |     | 6.9 | 1.2 | 3.2 | .382 |    |     |     | 0.3 | 0.4 | .727 |       |        | 2.1 | 0.4  |     |     |     | 1.1 | 2.7 |

### Playoffs
| Temporada | Edad | Equipo             | Liga | P | TIT | MIN | TC  | TCA | %TC  | 3P | 3PA | %3P | TL  | TLA | %TL  | R.OF. | R.DEF. | REB | ASIS | ROB | TAP | PER | FP  | PTS |
| 1968-69   | 27   | Los Angeles Lakers | NBA  | 3 |     | 3.3 | 0.0 | 0.7 | .000 |    |     |     | 0.3 | 1.0 | .333 |       |        | 0.7 | 0.3  |     |     |     | 1.0 | 0.3 |
| Total     |      |                    | NBA  | 3 |     | 3.3 | 0.0 | 0.7 | .000 |    |     |     | 0.3 | 1.0 | .333 |       |        | 0.7 | 0.3  |     |     |     | 1.0 | 0.3 |

## Vida posterior
Tras retirarse, y después de unos años dedicado a los negocios, se convirtió en predicador y ministro de la iglesia, y escribió más de una decena de libros, varios de ellos junto a John Wooden. Falleció el 4 de mayo de 2017 a los 75 años de edad a causa de un cáncer.